# Lâm Bảo Toàn
Lâm Bảo Toàn (tiếng Trung: 林保全, Bính âm: Lín Bǎoquán; 10 tháng 10 năm 1951 – 2 tháng 1 năm 2015) là một diễn viên lồng tiếng Hồng Kông. Ông được nhiều người biết đến qua vai Doraemon phiên bản lồng tiếng của Hồng Kông khoảng 20 năm.

## Tiểu sử
Ông Lâm sinh ra tại khu vực nói tiếng Bồ Đào Nha ở Macau nhưng khi lớn thì dời đến Hồng Kông. Công việc ông làm đầu tiên là nhân viên văn phòng tại một ngân hàng nhưng sau đó ông đã để lại ấn tượng khi nộp đơn xin việc lồng tiếng cho vai Tarzan trên kênh TVB Hồng Kông vào năm 1971. Ông Lâm lồng cho Doraemon lần đầu tập một trên kênh TVB năm 1981. Ông tiếp tục lồng tiếng Doraemon qua một thập kỷ sau khi tạm ngưng vào năm 1992 vì ông chuyển công tác sang Asia Television. Vào năm 2005 ông tiếp tục với vai này. Tiếng nói của ông xuất hiện ở nhiều chương trình và quảng cáo truyền hình
Ông cũng tham gia lồng một số vai khác như Garfield, Amuro Ray trong Mobile Suit Gundam, Wakabayashi Genzo trong Tsubasa Giấc mơ sân cỏ, Hiei trong Hành trình U Linh Giới và Zenigame trong Pokémon. Ngoài hoạt hình ông còn lồng phim truyền hình như Heshen trong Qing dynasty năm 2001 xêri The Eloquent Ji Xiaolan
Ông mất vào ngày 2 tháng 1 năm 2015 ở tuổi 63. Doraemon: Đôi bạn thân là phim cuối cùng ông lồng tiếng trước khi qua đời.